# Magdalena Jarecka
Magdalena Jarecka (ur. 5 sierpnia 1983 w Łodzi) – polska zawodniczka karate kenpō oraz mieszanych sztuk walki. Dwukrotna mistrzyni Polski juniorek i seniorek w karate full contact z 2001 roku. Mistrzyni Polski w BJJ z 2008 roku. W 2008 roku uzyskała czarny pas (I dan) w karate shidokan. Reprezentantka Polski w rugby.

## Kariera sportowa
Jarecka sporty walki uprawia od 1994 roku. W latach 2001–2008 była tryumfatorką wielu zawodów m.in. w karate shidokan, kempo i BJJ.
Największe sukcesy to zdobycie dwukrotnie mistrzostwa Polski w karate full contact w kategorii juniorek i seniorek w 2001 roku, trzecie miejsce w Pucharze Świata Karate Shidokan z 2005 roku oraz trzykrotny tryumf w mistrzostwach Europy w kenpō (2004, 2006, 2007). W 2005 roku zdobyła zawodowe mistrzostwo Polski w shidokan.
W 2007 roku uzyskała stypendium Ministra Szkolnictwa Wyższego za wybitne osiągnięcia sportowe na arenie ogólnopolskiej i międzynarodowej.
Od 2009 roku gra w rugby (Atomówki BBRC Łódź). Kilkukrotnie była powoływana do reprezentacji Polski

## Kariera MMA
Jarecka jest pierwszą profesjonalną zawodniczką MMA w Polsce. Swój debiut zanotowała 9 października 2005 roku na łotewskiej gali World Full Contact Association w Rydze. Jej przeciwniczką była Łotyszka Oksana Chernikowa. Po dwurundowym pojedynku sędziowie orzekli zwycięstwo Łotyszki.
W 2007 roku wystartowała w turnieju na japońskiej gali K-GRACE, która odbyła się w Tokio. W ćwierćfinale wygrała Jarecka, pokonując Koreankę Eon Ju Lee przez niejednogłośną decyzję sędziowską. W półfinałowej walce Jarecka zmierzyła się z przyszłą mistrzynią Strikeforce Marloes Coenen. Jarecka w drugiej rundzie pojedynku została poddana przez Holenderkę duszeniem zza pleców i tym samym odpadła z turnieju.
3 września 2010 roku wystąpiła na gali Fighters Arena Łódź. Jej przeciwniczką była debiutująca na zawodowym ringu Litwinka Arune Lauzeckaite. Po 10 minutowym pojedynku sędziowie orzekli zwycięstwo Jareckiej.

## Osiągnięcia[4][5]

### Karate
- 2007, 2006, 2004: trzykrotna mistrzyni Europy w kenpō
- 2007, 2004: dwukrotna mistrzyni Polski w kenpō[6]
- 2005: Puchar Świata w Shidokan Karate – 3. miejsce
- 2002: międzynarodowa mistrzyni Litwy w shidokan
- 2001: mistrzyni Polski juniorek full-contact karate
- 2001: mistrzyni Polski seniorek full-contact karate

### Brazylijskie jiu-jitsu
- 2008: mistrzyni Polski w brazylijskim jiu-jitsu

### Mieszane sztuki walki
- 2007: K-GRACE – półfinał turnieju

## Lista walk MMA
| Wynik     | Bilans | Przeciwnik (bilans przed walką) | Rozstrzygnięcie                 | Runda | Czas | Rozgrywki                         | Data       | Miejsce | Uwagi                          |
| --------- | ------ | ------------------------------- | ------------------------------- | ----- | ---- | --------------------------------- | ---------- | ------- | ------------------------------ |
| Wygrana   | 3-3    | Arune Lauzeckaite (0-0)         | Decyzja (jednogłośna)           | 2     | 5:00 | Fighters Arena 1                  | 03.09.2010 | Łódź    |                                |
| Przegrana | 2-3    | Jana Kunicka (0-0)              | TKO (ciosy pięściami)           | 1     | 1:38 | K-1 World Grand Prix 2009 w Łodzi | 23.05.2009 | Łódź    |                                |
| Wygrana   | 2-2    | Iwona Pajak (0-0)               | TKO (przerwanie przez narożnik) | 1     | 1:50 | Baltic Storm 4                    | 26.10.2008 | Sopot   |                                |
| Przegrana | 1-2    | Marloes Coenen (11-1)           | Poddanie (duszenie zza pleców)  | 2     | 1:25 | K – GRACE 1                       | 27.05.2007 | Tokio   | przegrana w półfinale turnieju |
| Wygrana   | 1-1    | Eon Ju Lee (0-0)                | Decyzja (niejednogłośna)        | 2     | 3:00 | K – GRACE 1                       | 27.05.2007 | Tokio   | ćwierćfinał turnieju           |
| Przegrana | 0-1    | Oksana Chernikowa (2-0-1)       | Decyzja (jednogłośna)           | 2     | 3:00 | WFCA – Gladiators Fight 1         | 09.10.2005 | Ryga    |                                |